# Robert Seligman
Pour les articles homonymes, voir Seligman.
Robert Seligman (né le 1er mai 1986 à Osijek) est un gymnaste et un acteur croate.

## Palmarès

### Championnats du monde
- Nanning 2014
  - 4e au cheval d'arçons

- Anvers 2013
  - 6e au cheval d'arçons

- Londres 2009
  - 7e au cheval d'arçons

- Aarhus 2006
  - 8e au cheval d'arçons

### Championnats d'Europe
- Debrecen 2005
  - 4e au cheval d'arçons

- Lausanne 2008
  -  médaille de bronze au cheval d'arçons

- Montpellier 2012
  - 4e au cheval d'arçons

- Montpellier 2015
  - 4e au cheval d'arçons

- Cluj-Napoca 2017
  - 4e au cheval d'arçons

- Glasgow 2018
  -  médaille de bronze au cheval d'arçons